# Life's Mockery

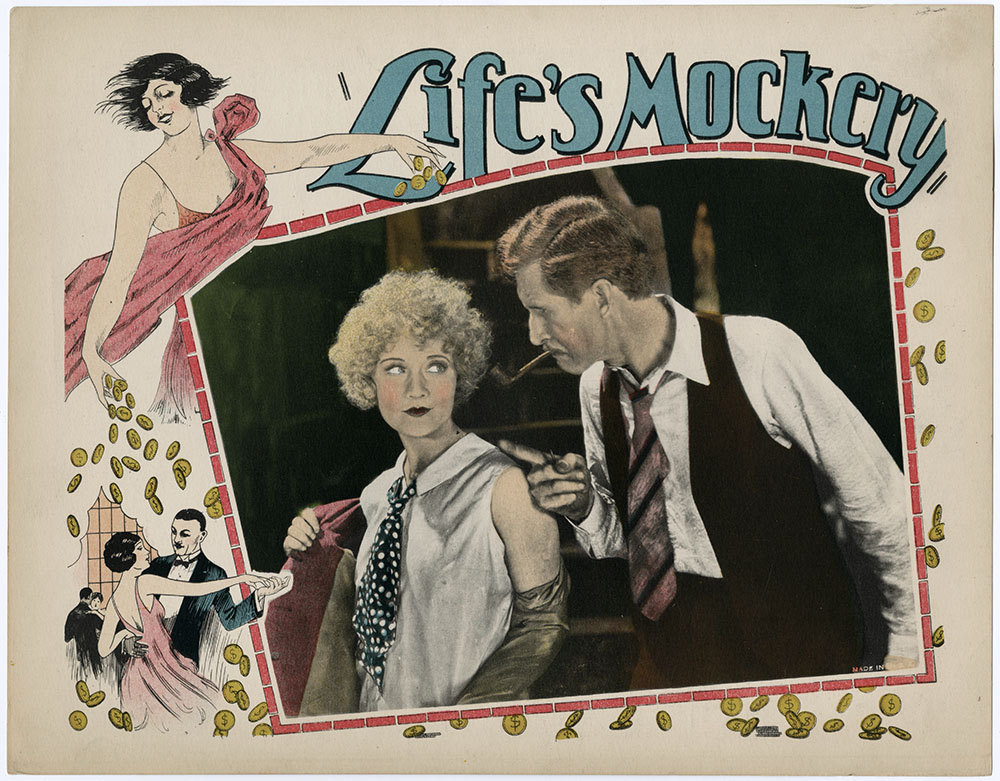
Fotograma publicitari de la pel·lícula

Life’s Mockery és una pel·lícula muda d'uns 60 minuts dirigida per Robert F. Hill i protagonitzada per Betty Compson. Basada en una història d'Isadore Bernstein adaptada per ella mateixa, la pel·lícula es va estrenar el 20 de juliol de 1928. La fotografia va córrer a càrrec de Ted Tetzlaff. Es guarda una còpia de la pel·lícula a l'arxiu “Archives Du Film Du CNC” (Bois d'Arcy).

## Repartiment
- Betty Compson (Kit Miller/Isabelle Fullerton)
- Alec B. Francis (John Fullerton)
- Russell Simpson (Wolf Miller)
- Theodore von Eltz (Wade Fullerton)
- Dorothy Cumming (Gladys Morrison)

## Argument
El jutge John Fullerton, ex alcaid, creu que els delinqüents poden ser rehabilitats sota la guia adequada i en un ambient amable. Quan la jove Kit Miller, la filla del gàngster Wolf Miller, es trobada inconscient després d'intentar escapar de la policia, el governador dona permís a Fullerton perquè provi la seva teoria. Quan Kit desperta, Fullerton li diu que els seus records no són més que malsons que ha tingut. Encara que li resulta difícil escapar dels lligams de la seva vida anterior, Kit s'enamora de Wade, el fill de Fullerton. Finalment alliberada del seu passat, Kit es casa amb Wade.